# Trapani Calcio 2011-2012
Questa voce raccoglie le informazioni riguardanti il Trapani Calcio nelle competizioni ufficiali della stagione 2011-2012.

## Stagione
La stagione 2011-2012 del Trapani è la prima stagione in Prima Divisione e la 41ª complessiva nella terza serie. Il club granata inoltre partecipa alla Coppa Italia che rappresenta il primo incontro ufficiale della stagione, conclusosi con la vittoria del Foggia e la relativa eliminazione dei granata dalla competizione. Avendo partecipato alla Coppa Italia nazionale il Trapani non partecipa al girone di qualificazione della Coppa Italia di Lega Pro ma passa direttamente al primo turno eliminatorio, dove supera (2-1) il Siracusa, poi nel secondo turno viene eliminato (2-1) dal Catanzaro.
Il Trapani conclude la stagione regolare del campionato al secondo posto, dopo essere stato in testa alla classifica per maggior parte del torneo. Partecipa, quindi, alle semifinali dei Play-off contro la Cremonese; sia la partita di andata che di ritorno, giocate rispettivamente il 20 e il 27 maggio, videro le squadre pareggiare (1-1). Grazie al miglior piazzamento in classifica, il Trapani passa in finale, dove si scontra con il Lanciano nella gara di andata il 3 giugno finita (1-1). Il 10 giugno si gioca il ritorno della finale nella città siciliana; nonostante sia passato in vantaggio nei minuti iniziali, il Trapani perde (1-3) e vede vanificata l'occasione di salire, per la prima volta nella sua storia, in Serie B.
Statisticamente può essere considerato il miglior campionato della storia del calcio a Trapani, dopo le stagioni del 1934-1935, 1960-1961 e del 1962-1963 dove la squadra trapanese seppe raggiungere altrettanti risultati lusinghieri.

## Divise e sponsor
Il fornitore ufficiale di materiale tecnico per la stagione 2011-12 è Macron, mentre lo sponsor di maglia è Ustica Lines.
| Casa | Trasferta | Terza maglia |

## Organigramma societario
Area direttiva
- Presidente: Vittorio Morace
- Vice Presidente: Fiammetta Morace
- Consigliere: Pasquale Giliberti
- Responsabile Segreteria: Andrea Oddo
- Resp. comunicazione, Ufficio Stampa: Piero Salvo

Area tecnica
- Allenatore: Roberto Boscaglia
- Vice allenatore: Francesco Di Gaetano
- Osservatore: Emanuele Lupo
- Preparatore dei portieri: Valentino Fama
- Preparatore Atletico: Marco Nastasi -

Area sanitaria
- Medico sociale: Giuseppe Mazzarella
- Fisioterapista: Salvatore Scardina
- Recupero infortunati: Gianluca Chinnici

Area organizzativa
- Componente staff: Giuseppe Aleo
- Magazziniere: Giacomo Mazzara

## Rosa
| N. |                   | Ruolo | Calciatore                 |
| -- | ----------------- | ----- | -------------------------- |
|    | Italia (bandiera) | P     | Antonio Castelli           |
|    | Italia (bandiera) | P     | Gaetano Dolenti            |
|    | Italia (bandiera) | P     | Andrea Pozzato             |
|    | Italia (bandiera) | P     | Francesco Spezia           |
|    | Italia (bandiera) | D     | Giacomo Filippi (capitano) |
|    | Italia (bandiera) | D     | Luca Pagliarulo            |
|    | Italia (bandiera) | D     | Antonino Daì               |
|    | Italia (bandiera) | D     | Francesco Lo Bue           |
|    | Italia (bandiera) | D     | Massimo Lo Monaco          |
|    | Italia (bandiera) | D     | Giusto Priola              |
|    | Italia (bandiera) | D     | Sergio Sabatino            |
|    | Italia (bandiera) | D     | Salvatore Colletto         |
|    | Italia (bandiera) | C     | Dario Barraco              |

| N. |                        | Ruolo | Calciatore            |
| -- | ---------------------- | ----- | --------------------- |
|    | Italia (bandiera)      | C     | Cristian Caccetta     |
|    | Italia (bandiera)      | C     | José Francesco Cianni |
|    | Italia (bandiera)      | C     | Giovanni Cavallaro    |
|    | Stati Uniti (bandiera) | C     | Franky Domicolo       |
|    | Italia (bandiera)      | C     | Giuseppe Pirrone      |
|    | Italia (bandiera)      | C     | Girolamo Provenzano   |
|    | Italia (bandiera)      | C     | Giacomo Tedesco       |
|    | Italia (bandiera)      | A     | Giovanni Abate        |
|    | Germania (bandiera)    | A     | Salvatore Gambino     |
|    | Italia (bandiera)      | A     | Giuseppe Madonia      |
|    | Italia (bandiera)      | A     | Mattia Mastrolilli    |
|    | Svizzera (bandiera)    | A     | Giuseppe Perrone      |
|    | Italia (bandiera)      | A     | Luca Ficarrotta       |

## Calciomercato

### Sessione estiva e sessione invernale(dal 01/07 al 31/08 e dal 03/01 al 31/01)
| Acquisti | Acquisti            | Acquisti | Acquisti   |
| R.       | Nome                | da       | Modalità   |
| -------- | ------------------- | -------- | ---------- |
| P        | Andrea Pozzato      | Melfi    | Definitivo |
| D        | Massimo Lo Monaco   | Sorrento | Definitivo |
| C        | Cristian Caccetta   | Foggia   | Definitivo |
| C        | Giovanni Cavallaro  | Nocerina | Definitivo |
| C        | Girolamo Provenzano | Matera   | Definitivo |
| A        | Giovanni Abate      | Siracusa | Definitivo |
| C        | Giacomo Tedesco     | -        | Svincolato |
| D        | Sergio Sabatino     | Taranto  | Prestito   |

| Cessioni | Cessioni             | Cessioni  | Cessioni     |
| R.       | Nome                 | a         | Modalità     |
| -------- | -------------------- | --------- | ------------ |
| D        | Alessio Alletto      | Vibonese  | Prestito     |
| D        | Salvatore Di Peri    | Akragas   | Definitivo   |
| C        | Alessandro Cammareri | Valderice | Comproprietà |
| C        | Paolo Gancitano      | Budoni    | Prestito     |
| C        | Pietro Cutaia        | Akragas   | Definitivo   |
| A        | Vincenzo Coco        | Vibonese  | Comproprietà |

## Risultati

### Campionato

#### Girone di andata
| Arbitro: | Minelli (Varese) |

|                            |           |            |
| Gambino 28’ Ficarrotta 72’ | Marcatori | 56’ Pisanu |

| Arbitro: | Merlino (Udine) |

|  |           |             |
|  | Marcatori | 33’ Barraco |

| Arbitro: | Petroni (Roma) |

|                          |           |  |
| Caccetta 21’ Gambino 56’ | Marcatori |  |

| Arbitro: | Fabbri (Ravenna) |

|                                      |           |  |
| Orlandi 22’ Gaeta 75’ Ballardini 84’ | Marcatori |  |

| Arbitro: | Coccia (San Benedetto del Tronto) |

|             |           |                  |
| Gambino 38’ | Marcatori | 15’ R. Innocenti |

| Arbitro: | Borriello (Mantova) |

|                      |           |  |
| Iunco 7’ Madonna 34’ | Marcatori |  |

| Erice 12 ottobre 2011, ore 15:00 CEST 7ª giornata | Trapani                 | 0 – 0 referto | Cremonese | Stadio Polisportivo Provinciale (2.535 spett.)\| Arbitro: \| Ripa (Nocera Inferiore) \| |
| Arbitro:                                          | Ripa (Nocera Inferiore) |               |           |                                                                                         |

| Arbitro: | Gallo (Barcellona Pozzo di Gotto) |

|                              |           |             |
| A. Montalto 30’ 33’ Pepe 89’ | Marcatori | 64’ Barraco |

| Arbitro: | Bindoni (Venezia) |

|  |           |                               |
|  | Marcatori | 16’ Gambino 90+4’ Mastrolilli |

| Arbitro: | Maresca (Napoli) |

|                             |           |                                 |
| Barraco 22’ Mastrolilli 76’ | Marcatori | 15’ Bonvissuto 94’ M. Artistico |

| Arbitro: | Penno (Nichelino) |

|  |           |                                                                |
|  | Marcatori | 18’ Abate 52’ (rig.), 85’ Barraco 60’ Gia. Tedesco 86’ Madonia |

| Arbitro: | Dei Giudici (Latina) |

|                    |           |                                    |
| Barraco 25’ (rig.) | Marcatori | 39’ Pavoletti 45’ Volpe 64’ Titone |

| Arbitro: | Melidoni (Frattamaggiore) |

|                          |           |                       |
| Della Rocca 1’ Luppi 44’ | Marcatori | 57’ Barraco 60’ Abate |

| Arbitro: | Caso (Verona) |

|                       |           |  |
| Abate 55’ Barraco 90’ | Marcatori |  |

| Arbitro: | Soricaro (Barletta) |

|                        |           |              |
| Curiale 20’ Godeas 48’ | Marcatori | 22’ Caccetta |

| Arbitro: | Colarossi (Roma) |

|             |           |  |
| Madonia 38’ | Marcatori |  |

| Arbitro: | D'Angelo (Ascoli Piceno) |

|  |           |                                                                    |
|  | Marcatori | 23’ 69’, 54’ Madonia 25’ Abate 41’ (rig.) Barraco 63’, 90’ Gambino |

#### Girone di ritorno
| Arbitro: | Castrignanò (Brindisi) |

|                |           |                    |
| R.D. Silva 63’ | Marcatori | 14’ 44’ Pagliarulo |

| Arbitro: | D. Martinelli (Roma) |

|                            |           |  |
| Madonia 6’ 17’ Gambino 20’ | Marcatori |  |

| Arbitro: | Roca (Foggia) |

|             |           |                          |
| Defendi 11’ | Marcatori | 36’ Caccetta 80’ Madonia |

| Arbitro: | Manganiello (Pinerolo) |

|             |           |  |
| Madonia 47’ | Marcatori |  |

| Arbitro: | Pairetto (Nichelino) |

|                |           |                       |
| G. Gambino 28’ | Marcatori | 68’ Abate 90’ Filippi |

| Arbitro: | Coccia (San Benedetto del Tronto) |

|             |           |  |
| Gambino 76’ | Marcatori |  |

| Arbitro: | Fabbri (Ravenna) |

|                            |           |                                            |
| Possanzini 25’ Le Noci 76’ | Marcatori | 38’ Gia. Tedesco 60’ Abate 64’ 89’ Madonia |

| Arbitro: | Manganiello (Pinerolo) |

|             |           |                                |
| Filippi 90’ | Marcatori | 4’ (rig.) Testardi 82’ Zizzari |

| Arbitro: | La Penna (Roma) |

|              |           |               |
| Caccetta 56’ | Marcatori | 13’ Infantino |

| Arbitro: | Aureliano (Bologna) |

|           |           |                            |
| Guidi 40’ | Marcatori | 23’ J. Cianni 38’ Caccetta |

| Erice 25 marzo 2012, ore 15:00 CEST 28ª giornata | Trapani               | 0 – 0 referto | Pergocrema | Stadio Polisportivo Provinciale (4.922 spett.)\| Arbitro: \| Rocca (Vibo Valentia) \| |
| Arbitro:                                         | Rocca (Vibo Valentia) |               |            |                                                                                       |

| Lanciano 1º aprile 2012, ore 14:30 CEST 29ª giornata | Virtus Lanciano | 0 – 0 referto | Trapani | Stadio Guido Biondi (3.147 spett.)\| Arbitro: \| Ros (Pordenone) \| |
| Arbitro:                                             | Ros (Pordenone) |               |         |                                                                     |

| Arbitro: | Pairetto (Nichelino) |

|             |           |                                                      |
| Madonia 20’ | Marcatori | 39’ Salzano 61’ De Sena 65’ Radi 85’ 92’ Della Rocca |

| Arbitro: | Penno (Nichelino) |

|                                         |           |  |
| Matute 52’ Martignago 89’ Tortori 90+2’ | Marcatori |  |

| Arbitro: | De Benedictis (Bari) |

|                                   |           |                            |
| Madonia 44’ Gambino 47’ Abate 52’ | Marcatori | 10’ De Vena 73’ D'Ambrosio |

| Arbitro: | Fabbri (Ravenna) |

|                     |           |              |
| Albanese 88’ (rig.) | Marcatori | 74’ Sabatino |

| Arbitro: | Pasqua (Tivoli) |

|                                       |           |                                               |
| Madonia 7’ Gia. Tedesco 11’ Abate 52’ | Marcatori | 33’ L. Correa 88’ Guariniello 90+3’ Galabinov |

### Play-off

#### Semifinali
| Arbitro: | Aureliano (Bologna) |

|             |           |             |
| Coralli 13’ | Marcatori | 51’ Pirrone |

| Arbitro: | Abbattista (Molfetta) |

|             |           |             |
| Pirrone 75’ | Marcatori | 57’ Coralli |

#### Finali
| Arbitro: | Pasqua (Tivoli) |

|                  |           |              |
| Volpe 63’ (rig.) | Marcatori | 50’ Caccetta |

| Arbitro: | Abbattista (Molfetta) |

|            |           |                                       |
| Gambino 1’ | Marcatori | 27’ Pavoletti 65’ Sarno 81’ Margarita |

### Coppa Italia

#### Primo turno
| Arbitro: | D'Angelo (Ascoli Piceno) |

|                                             |           |  |
| Tiboni 15’ Lanzoni 44’ Venitucci 94’ (rig.) | Marcatori |  |

### Coppa Italia Lega Pro

#### Primo Turno
| Arbitro: | Saia (Palermo) |

|                             |           |              |
| Mastrolilli 27’ Madonia 96’ | Marcatori | 69’ Zizzarri |

| Arbitro: | Strocchia (Nola) |

|                                 |           |             |
| Sirignano 59’ Scerbo 66’ (rig.) | Marcatori | 61’ Madonia |

## Statistiche

### Statistiche di squadra
| Competizione          | Punti | Totale | Totale | Totale | Totale | Totale | Totale | DR  |
| Competizione          | Punti | G      | V      | N      | P      | Gf     | Gs     | DR  |
| --------------------- | ----- | ------ | ------ | ------ | ------ | ------ | ------ | --- |
| Lega Pro              | 60    | 34     | 17     | 9      | 8      | 57     | 42     | +15 |
| Coppa Italia          | -     | 1      | 0      | 0      | 1      | 0      | 3      | -3  |
| Coppa Italia Lega Pro | -     | 1      | 1      | 0      | 1      | 3      | 3      | 0   |
| Totale                | -     | 36     | 18     | 9      | 10     | 60     | 48     | +12 |

### Statistiche dei giocatori
| Giocatore   | Presenze | Reti |
| ----------- | -------- | ---- |
| Castelli    | 29       | -32  |
| Pozzato     | 6        | -10  |
| Spezia      | 0        | 0    |
| Dai'        | 21       | 0    |
| Lo Bue      | 21       | 0    |
| Filippi     | 26       | 2    |
| Priola      | 23       | 0    |
| Pagliarulo  | 25       | 2    |
| Lo Monaco   | 2        | 0    |
| Colletto    | 1        | 0    |
| Sabatino    | 11       | 0    |
| Montalbano  | 0        | 0    |
| Caccetta    | 29       | 5    |
| Crimaldi    | 0        | 0    |
| Barraco     | 28       | 9    |
| Domicolo    | 8        | 0    |
| Gia.Tedesco | 23       | 2    |
| Cavallaro   | 3        | 0    |
| Provenzano  | 6        | 0    |
| Pirrone     | 25       | 0    |
| Cianni      | 13       | 1    |
| Ficarrotta  | 11       | 1    |
| Abate       | 30       | 6    |
| Madonia     | 26       | 12   |
| Perrone     | 8        | 0    |
| Mastrolilli | 15       | 2    |
| Gambino     | 29       | 8    |